# Volley Gonzaga Milan
Maillots
Le Volley Gonzaga Milan (connu également sous les noms de différents sponsors principaux au cours de son existence) était un club de volley-ball basé à Milan qui a été fondé en 1973 et dissout en 1999. Le titre sportif du Volley Gonzaga Milan est ensuite cédé au Volley Milan qui est depuis lors considéré comme son successeur.

## Historique
- 1974 : naissance du Volley Gonzaga à la suite de la fusion de plusieurs clubs
- 1976 : le club atteint le plus haut niveau national, la série A
- 1993 : le club remporte la Coupe des vainqueurs de coupe en battant l'AS Cannes
- 1995 : à la suite de problèmes financiers le club renonce à participer à la série A

## Sponsoring
- 1976-1979 : Gonzaga Milano
- 1979-1981 : Polenghi Milano
- 1981-1984 : Casio Milano
- 1984-1988 : Enermix Milano
- 1987-1988 : Gonzaga Milano
- 1988-1989 : ?
- 1989-1992 : Mediolanum Milano
- 1992-1993 : Misura Milano
- 1993-1994 : Milan Volley
- 1994-1995 : Tally Milano Gonzaga
- 1995-1998 : ?
- 1998-1999 : Asystel Milano

## Palmarès
- Coupe de la CEV
  - Vainqueur : 1993
  - Finaliste : 1992, 1994
- Challenge Cup
  - Vainqueur : 1987
  - Finaliste : 1984
- Championnat du monde des clubs
  - Vainqueur : 1990, 1992

## Joueurs et personnalités du club

### Entraîneurs
- 1976-1979 :  Walter Rapetti
- 1979-1981 :  Lucio Fusaro
- 1981-1983 :  Andrea Nannini
- 1983-1986 :  Nino Cuco
- 1986-1988 :  Rino Santandrea
- 1988-1989 :  ?
- 1989-1990 :  Dimitar Zlatanov
- 1990-1992 :  Douglas Beal
- 1992-1994 :  Raúl Lozano
- 1994-1995 :  Dimitar Zlatanov
- 1995-1998 :  ?
- 1998-1999 :  Ljubomir Travica

### Anciens joueurs
- Jeff Stork